# T-68
T-68 – radziecki, a następnie egipski trałowiec z okresu zimnej wojny, jeden z ośmiu pozyskanych przez Egipt trałowców proj. 254. Okręt został zwodowany 31 lipca 1952 roku w stoczni numer 532 w Kerczu, a do służby w Marynarce Wojennej ZSRR przyjęto go 31 grudnia tego roku. W 1968 roku jednostka została pozyskana przez Egipt i weszła w skład Marynarki Wojennej 1 stycznia tego roku. Okręt po rocznej służbie w egipskiej flocie powrócił do ZSRR, gdzie pływał pod oznaczeniem MT-68 do 1978 roku.

## Projekt i budowa
Prace nad pełnomorskim trałowcem bazowym rozpoczęły się w ZSRR w 1943 roku, na bazie doświadczeń z budowy i eksploatacji trałowców projektu 58 i projektu 263. Początkowo projektem zajmowało się biuro konstrukcyjne CKB-370, następnie CKB-17, a ostateczną koncepcję jednostki opracowało CKB-363 w 1946 roku. Nowe okręty miały być zdolne do określania granic pól minowych i ich likwidacji, prowadzenia trałowań kontrolnych i rozpoznawczych, torowania przejść w polach minowych, eskortowania za trałami innych jednostek i stawiania min. Dodatkowym wymaganiem była zdolność do wykrywania i niszczenia okrętów podwodnych. W 1947 roku rozpoczęto produkcję seryjną jednostek proj. 254, budując łącznie ok. 180 okrętów w wersjach 254, 254K, 254M i 254A.
T-68 zbudowany został w stoczni numer 532 w Kerczu (numer stoczniowy 120). Stępkę okrętu położono 16 lutego, został zwodowany 31 lipca, a do służby w Marynarce Wojennej ZSRR wszedł 31 grudnia 1952 roku.

## Dane taktyczno-techniczne
Okręt był dużym, pełnomorskim trałowcem. Długość całkowita wynosiła 58 metrów (54 metry na konstrukcyjnej linii wodnej), szerokość 8,5 metra i zanurzenie 2,3 metra. Wykonany ze stali, całkowicie spawany kadłub jednostki podzielony był na jedenaście przedziałów wodoszczelnych (od dziobu): I – forpik i magazyn, II – komora łańcuchowa i magazyn żywności, III – pomieszczenia mieszkalne i służbowe oraz magazyny, IV – zbiorniki i pomieszczenia załogi, V – komora amunicyjna, VI – mechanizmy pomocnicze, VII – maszynownia, VIII – magazyny i komora amunicyjna, IX – wały napędowe i pomieszczenia załogi, X – magazyn trałowy i XI – maszyna sterowa i magazyny: chemiczny i mundurowy. W przebiegającym niemal na całej długości kadłuba dnie podwójnym mieściły się zbiorniki paliwa, wody i zęzy. Pod podwyższonym pokładem dziobowym znajdowały się kolejno: magazyn farb, urządzenie kotwiczne, jadalnia oficerska, kabiny oficerów i pomieszczenia podoficerskie. W dalszej części nadbudówki znajdowały się pomieszczenia mechanizmów radiotechnicznych, kambuz, przewody kominowe, pomocniczy generator prądotwórczy oraz bęben kabloliny trału elektromagnetycznego. Dwuipółkondygnacyjna nadbudówka dziobowa mieściła pomieszczenie dowódcy, kabinę szyfrów, kabiny radio, pomieszczenie operatorskie urządzeń radiotechnicznych, sterówkę, kabinę nawigacyjną ze stanowiskiem operatora sonaru oraz, na szczycie, zadaszone stanowisko dowodzenia i wysoki, trójpodporowy maszt z antenami radarów i reflektorem. Wyporność standardowa wynosiła 500 ton, a pełna 569 ton. Okręt napędzany był przez dwa nawrotne, turbodoładowane czterosuwowe silniki wysokoprężne 9D o łącznej mocy 2200 KM, poruszające poprzez wały napędowe dwiema śrubami o stałym skoku. Maksymalna prędkość okrętu wynosiła 14 węzłów (maks. 8,3 węzła podczas trałowania). Zasięg wynosił 2200 Mm przy prędkości 14 węzłów, 3200 Mm przy 10 węzłach i 1500 Mm z trałem przy prędkości 7 węzłów. Energię elektryczną wytwarzały dwa generatory o mocy 100 KM i jeden o mocy 34 KM. Autonomiczność okrętu wynosiła 7 dób.

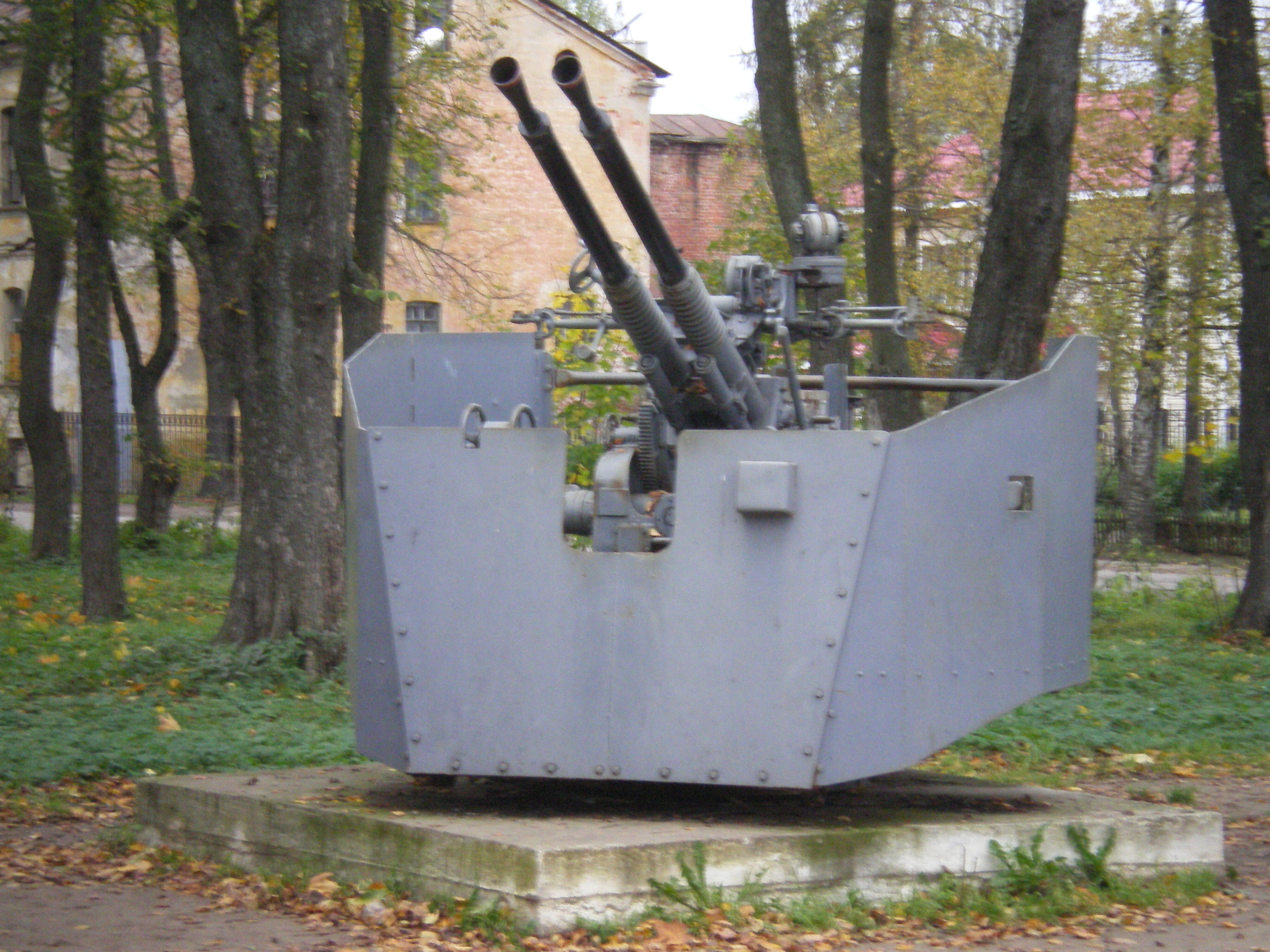
Zestaw artyleryjski W-11M kal. 37 mm.

Uzbrojenie artyleryjskie jednostki stanowiły dwa podwójne zestawy działek przeciwlotniczych W-11M kal. 37 mm L/70, umieszczone na pokładzie dziobowym i łodziowym, z zapasem 1000 sztuk amunicji na lufę. Donośność praktyczna wynosiła 7000 metrów (pozioma), a pułap zwalczania samolotów wynosił około 4000 metrów. Na okręcie umieszczono też cztery podwójne stanowiska wielkokalibrowych karabinów maszynowych DSzK 2M-1 kal. 12,7 mm L/79 (dwa na nadbudówce dziobowej i dwa na pokładzie łodziowym, po obu stronach komina), z zapasem 2000 sztuk amunicji na lufę. Broń ZOP stanowiły dwa miotacze BMB-1 z zapasem 10 bomb głębinowych B-1. Ponadto okręt posiadał dwa tory minowe, na których mógł przenosić 10 min typu KB-3 lub 16 wz. 08/39. Wyposażenie uzupełniały trały: dwa kontaktowe MT-1 lub MT-1P, jeden trał elektromagnetyczny TEM-52 i dwa akustyczne BAT-2. Wyposażenie radioelektroniczne obejmowało system rozpoznawczy „swój-obcy” typu Fakieł, radiostację UKF R-609, nadajnik KF R-644, odbiornik KF R-671, odbiornik pełnozakresowy R-675, sonar Tamir-10, radar obserwacji ogólnej Rif i system radionawigacji Rym-K, składający się ze stacji odbiorczej Nr 4 i urządzenia Koordinator. Jednostka wyposażona była też w wyrzutnie dla 8 świec dymnych MDSz, windę kablową o uciągu 800 kG, dwa żurawiki trałowe o udźwigu 3 tony każdy, 10-wiosłową łódź okrętową i tratwy ratunkowe. 
Załoga okrętu składała się z 65 oficerów, podoficerów i marynarzy.

## Służba
T-68 (19 maja 1966 roku nazwę zmieniono na MT-68) służył we Flocie Czarnomorskiej do 1967 roku, kiedy został pozyskany przez Egipt. Trałowiec przyjęto w skład Egipskiej Marynarki Wojennej 1 stycznia 1968 roku. Okręt został zwrócony ZSRR po rocznym okresie służby, 31 grudnia 1968 roku. Trałowiec powrócił do oznaczenia MT-68 i służył we Flocie Czarnomorskiej do 1978 roku, kiedy przekazano go Flotylli Młodych Marynarzy w Dniepropietrowsku.